# Steppenotter
Die Steppenotter (Vipera renardi) zählt innerhalb der Familie der Vipern (Viperidae) zur Gattung der Echten Ottern (Vipera).

## Merkmale
Die Steppenotter hat einen schlanken Körperbau mit mäßig vom Hals abgesetzten Kopf, beide Geschlechter erreichen eine Gesamtlänge von etwa 62 cm. Der Kopf besitzt deutliche Schnauzenkanten und ist im vorderen Bereich oberseits konkav. Die Grundfärbung von Kopf und Körper ist grau bis graubraun, die Zeichnungen sind dunkelbraun. Am oberseits dunklen Kopf zeigt sich seitlich je ein Schläfenband, der dunkle Bereich der Oberseite schließt im hinteren Teil in Form eines „V“ ab. Entlang des Rückens verläuft ein Zickzackband, welches zu Querbalken aufgelöst sein kann. Die Flanken sind von zwei weiteren Fleckenreihen gezeichnet. Von der Wiesenotter (V. ursinii) kann sie nur anhand der Beschuppung unterschieden werden.
Als Viper besitzt Vipera renardi Giftdrüsen und einklappbare Röhrengiftzähne. Über ihr Gift ist nichts Näheres bekannt, ein Giftbiss ist jedoch weniger gefährlich als der Biss einer Kreuzotter (V. berus).

## Lebensweise
Die Steppenotter führt eine scheue Lebensweise. Sie hält von Oktober/November bis März eine Winterruhe. Die Art pflanzt sich durch Ovoviviparie (Ei lebendgebärend) fort. Ihre Paarungszeit liegt im Mai, zum Teil finden auch Paarungen im Sommer statt. Im August werden die Jungschlangen geboren. Zum Beutespektrum zählen vor allem Gliederfüßer (besonders Heuschrecken), aber auch junge Nagetiere, Vögel und kleine Eidechsen.

## Vorkommen
Die Steppenotter kommt im Donaudelta (Grenzbereich zwischen Ukraine und Rumänien beim Schwarzen Meer), Südrussland und von Kasachstan bis nach Mittelasien in Höhen von bis zu 1500 m. über NN vor. Ihr Lebensraum sind ebene Steppen mit Busch- oder Baumvegetation, Trockensteppen und im Gebirge Geröllhänge, Grassteppen und Wiesen. Die Viper ist besonders in den Ebenen gefährdet, vor allem durch deren Umgestaltung zu Agrarland. Für einen effektiven Schutz müssten große Schutzgebiete ausgewiesen werden.

## Taxonomie
Erstmals beschrieben wurde die Art im Jahre 1861 von dem deutschen Naturforscher Hugo Theodor Christoph. Die Steppenotter wurde lange als Unterart V. ursinii renardi zur Wiesenotter gerechnet. Neueren Untersuchungen zufolge steht ihr Artstatus zu. Die Weltnaturschutzunion (IUCN) listet V. renardi derzeit als Synonym der Kaukasusotter (V. kaznakovi). Je nach Autor werden von der Steppenotter folgende 5 Unterarten unterschieden:
- Vipera renardi renardi (Christoph 1861)
- Vipera renardi bashkirovi (Garanin, Pavlov & Bakiev in Bakiev et al. 2004)
- Vipera renardi ebneri (Knöpfler & Sochurek, 1955)
- Vipera renardi parursinii (Nilson & Andrén 2001)
- Vipera renardi tienshanica (Nilson & Andrén 2001)

Dely & Joger beschrieben 2005 die Art Vipera lotievi (Nilson et al., 1995) als Unterart der Steppenotter, die meisten Autoren erkennen sie aber weiterhin als eigene Art an.

## Belege